# Thuyền trưởng Nemo
Thuyền trưởng Nemo, hay còn gọi là Hoàng tử Dakkar, là nhân vật trong tiểu thuyết Hai vạn dặm dưới đáy biển (1870) và Hòn đảo bí mật (1874) của Jules Verne. Ông cũng xuất hiện trong vở kịch Voyage à travers l'Impossible do Verne và Adolphe d'Ennery cùng viết (1882)
Nemo là một nhân vật bí ẩn. Mặc dù ban đầu không rõ quốc tịch, nhưng sau đó ông được mô tả là con trai của một ông vua (raja) Ấn Độ. Là một người có tầm nhìn xa trông rộng về khoa học, ông đã đi khắp các vùng biển sâu trong chiếc tàu ngầm của mình, chiếc Nautilus. Người thuyền trưởng khao khát báo thù và căm thù chủ nghĩa đế quốc- Đế Quốc Anh..
Nemo đã xuất hiện trong nhiều bộ phim chuyển thể từ tiểu thuyết của Verne, nhân vật Nemo được thể hiện bởi các diễn viên nổi tiếng như James Mason, Herbert Lom, Patrick Stewart, Naseeruddin Shah, Ben Cross và Michael Caine. Hình tượng Nemo cũng đã được các tác giả khác sử dụng cho các tiểu thuyết của riêng họ, bao gồm The League of Extraordinary Gentlemen (Liên minh các quý ông phi thường) của Alan Moore và Kevin O'Neill, The Other Log of Phileas Fogg (Nhật ký khác của Phileas Fogg) của Philip José Farmer, Captain Nemo: The Fantastic History of a Dark (Thuyền trưởng Nemo: Lịch sử huyền bí của bóng tối) của Kevin J. Anderson. Genius, The Secret Sea and Howard Rodman's The Great Eastern  của Howard Rodman.

## Từ nguyên
Nemo trong tiếng Latin có nghĩa là 'không ai'. Từ Nemo lại là dịch nghĩa tiếng Latinh của từ Outis trong tiếng Hy Lạp cổ đại, tên được sử dụng bởi người anh hùng đi biển Odysseus trong thần thoại Hy Lạp để đánh lừa Cyclops Polyphemus. Đây dường như là một cách sử dụng có chủ đích, vì trong Bí mật đảo Lincoln, khi nhân vật kỹ sư Cyrus Smith gọi ông là "Thuyền trưởng Nemo", Ông đã trả lời "Tôi không có tên!"

## Tiểu sử của nhân vật

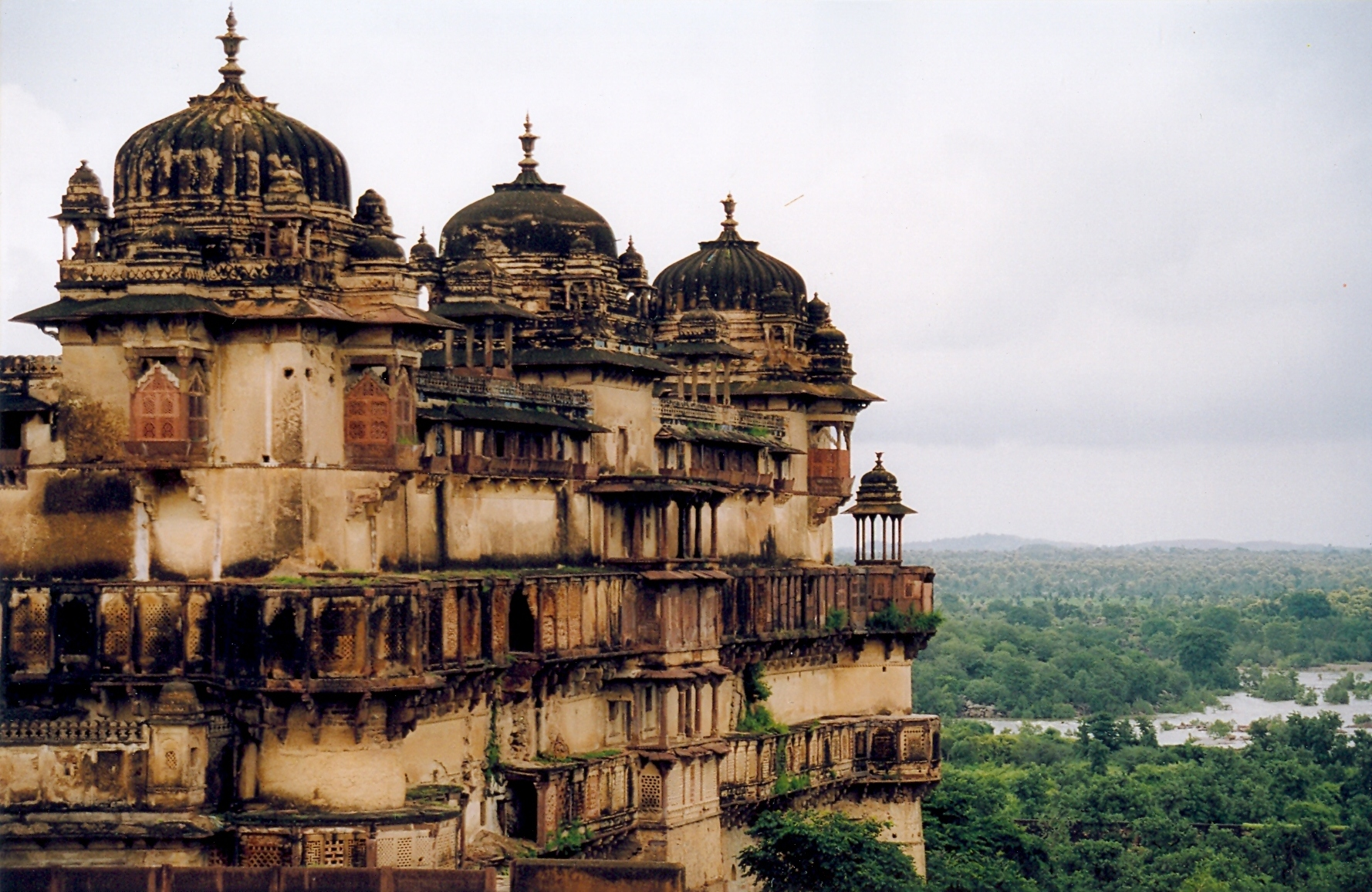
Jahangir Mahal, quê hương của các vua raja ngoài đời thực ở Orchha, Bundelkhand

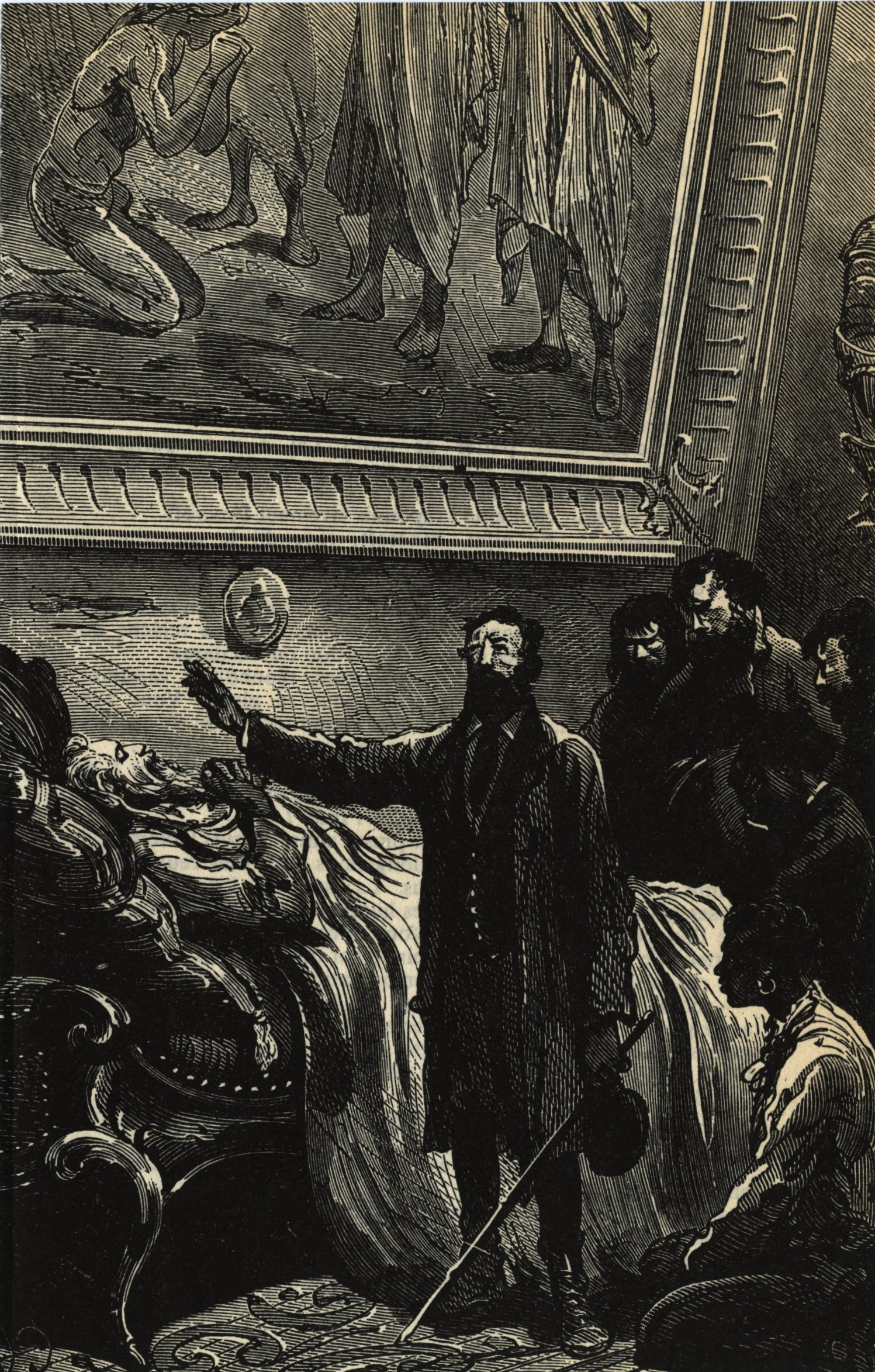
Cái chết của thuyền trưởng Nemo trong "Hòn đảo bí mật"

Trong "Hai vạn dặm dưới đáy biển", chi tiết quan trọng nhất trong tiểu sử của Nemo là lòng căm thù chủ nghĩa thực dân xâm lược và nỗi đau buồn của ông trước sự ra đi của những người thân yêu trong quá khứ.
Giống như nhiều hoàng tử Ấn Độ có thực trong thời đại, Nemo được hưởng nền giáo dục phương Tây, trong thời gian đó, như ông nói, ông đã dành cả tuổi trẻ để đi du lịch và học tập khắp châu Âu. Trong cuộc gặp đầu tiên với Giáo sư Aronnax và những người bạn đồng hành của ông, ba người nói chuyện với ông bằng tiếng Pháp, tiếng Anh, tiếng Latinh và tiếng Đức; Nemo sau đó tiết lộ rằng anh ấy thông thạo tất cả các thứ tiếng này. Aronnax ca ngợi tiếng Pháp của Nemo. Dựa vào trực giác và kiến thức về dân tộc học, giáo sư Aronnax kết luận Nemo "có dòng máu phương nam" nhưng không xác định được chính xác nguồn gốc của Nemo. Thư viện, phòng khách và các bộ sưu tập nghệ thuật trong tàu Nautilus tiết lộ rằng Nemo rất quen thuộc với văn hóa châu Âu, đồng thời ông cũng là một nghệ sĩ biểu diễn đàn organ cừ khôi.
Trong "Hòn đảo bí mật", thuyền trưởng Nemo tự nhận mình là thái tử Dakkar, con trai của vua (raja - bản tiếng Việt dịch là quận vương cai quản hầu quốc) Bundelkhand, và là hậu duệ của Quốc vương Fateh Ali Khan Tipu - Vương quốc Mysore, nổi tiếng với Chiến tranh Anh-Mysore (1767–1799) và công nghệ pháo Mysorean.
Khi Dakkar lên mười, cha ông cho ông sang châu Âu để học tập và ông thầm mong đến một lúc nào đó, con trai của ông sẽ chiến đấu giải phóng đất nước khỏi thực dân Anh.
Năm 1849, thái tử Dakkar đã trở về Bundelhand sau đó cưới một cô gái dòng dõi quí tộc và có hai người con.
Năm 1857, Thái tử Dakkar lãnh đạo  cuộc khởi nghĩa lớn của những người Sipai và đã làm lung lay ách thực dân thống trị, tuy nhiên cha mẹ và vợ con thái tử đã bị sát hại. Những người Sipai đã bị đàn áp và các hầu quốc lại bị rơi vào chế độ bảo hộ tàn bạo của nước Anh.
Thái tử Dakkar đã trở về vùng núi Bundelhand... "Cô độc và tràn đầy sự kinh tởm vô hạn đối với chính cái tên "con người", khiếp đảm và căm thù thế giới văn minh hóa, mong muốn vĩnh viễn thoát khỏi thế giới ấy, chàng đã đem bán lấy tiền những tài sản còn lại, tập họp quanh mình những người bạn chiến đấu trung thành nhất và một ngày đẹp trời nọ chàng đã biến mất đâu đó cùng với họ."
Tại một đảo hoang trên Thái Bình Dương, ông - lúc này đã mang thân phận mới - thuyền trưởng Nemo và các tùy tùng đã chế tạo tàu ngầm Nautilus và du hành trên bảy vùng biển. Họ thu thập vàng thỏi từ nhiều vụ đắm tàu khác nhau trên đại dương, đáng chú ý nhất là từ những con tàu chở kho báu của Tây Ban Nha bị đánh chìm trong Trận chiến vịnh Vigo năm 1702. Nemo nói không quan tâm đến các vấn đề trên mặt đất nhưng thỉnh thoảng can thiệp để giúp đỡ những người gặp nạn, chẳng hạn như bằng cách trao kho báu trục vớt được cho những người tham gia Cuộc nổi dậy Crete (1866–1869) chống lại những người cai trị Thổ Nhĩ Kỳ trên đảo; cứu giúp một thợ lặn ngọc trai người Ceylonese (hoặc Tamil) khỏi bị cá mập tấn công; giải cứu những người bị nạn trong "Hai vạn dặm dưới biển" năm 1867 và giúp đỡ rất nhiều cho nhóm người lưu lạc trên đảo Lincoln trong "Hòn đảo bí ẩn".
Ngày 22 tháng 6 năm 1868, nhóm ba người của giáo sư Aronnax trốn khỏi tàu Nautilus và sau đó không còn biết thêm gì về thuyền trưởng Nemo và con tàu ngầm. Thuyền trưởng Nemo tiếp tục cuộc sống trên tàu ngầm một thời gian lâu nữa, nhưng rồi những người cùng đi với ông đã lần lượt chết hết; ông đã chôn cất họ ở nghĩa địa san hô dưới đáy Thái Bình Dương. Trên tàu Naulilus trở nên trống trải, chỉ còn mỗi ông - lúc ấy đã 60 tuổi. Ông đã đưa được tàu Nautilus vào hang ngầm trong dưới đảo Lincoln và ở đó thêm 6 năm. Khi nhóm của kỹ sư Smith lưu lạc đến đây, Nemo định sẽ dời đi nhưng do ảnh hưởng của hoạt động núi lửa mà tàu ngầm Nautilus đã bị kẹt lại. Ông bắt đầu theo dõi và giúp đỡ họ trong bí mật.
Trong lúc gần hấp hối, ông đã liên hệ với nhóm người trên đảo Lincoln, nói cho họ biết thân thế của mình và nhờ họ, sau khi mình chết, giúp ông nhấn chìm con tàu để ông cùng con tàu chìm xuống vĩnh viễn dưới lòng biển. Sau đó đảo Lincoln cũng bị phá hủy do hoạt động của núi lửa phun trào